# Baptiste Boiron
Baptiste Boiron (* 1980) ist ein französischer Musiker (Sopran-, Alt- und Tenorsaxophon, auch Klarinette, Komposition), der sich zwischen Jazz und zeitgenössischer Musik bewegt.

## Leben und Wirken
Boiron studierte klassische Musik an den Konservatorien von Boulogne-Billancourt und Bordeaux bei Jean-Michel Goury und Marie-Bernadette Charrier. Weiterhin absolvierte er ein Masterstudium in plastischer Kunst an der Universität Rennes 2. Er erwarb 2009 am Konservatorium von Bordeaux ein Diplom in Komposition bei dem Stockhausen-Schüler Jean-Yves Bosseur. Seitdem hat er Werke von Johann Sebastian Bach, Claude Debussy, Edgard Varèse, Georges Aperghis und anderen Komponisten interpretiert. Aufnahmen entstanden mit dem Ensemble Chrysalide (mit Benjamin Boiron und Melaine Dalibert) auf Giuliano D’Angiolinis Album Cantilena (2016). Er war an der Uraufführung von Werken von Yves Krier, Mauricio Meza, Mathieu Bonilla, Gérard Pesson, Jonathan Harvey, Giuliano D’Angiolini, Michel Boëdec und LL De Mars beteiligt und führte auch eine Komposition von Helmut Lachenmann auf. Zwischen 2017 und 2019 leitete er das kanadische Ensemble Atlantica.
Des Weiteren nahm Boiron mit dem Trio Trilux (mit Christophoros Triantaphilopoulos, Michael Parque) zwei Alben auf, Chronique Elastique (2013) und Eclaircies (2014). Er gründete die Jazzgruppen Ambroise und L’homme à la pioche und improvisierte im Trio mit Médéric Collignon und Manuel Adnot (2013 Rundfunk-Mitschnitt im Duo mit Collignon) und in Forêt Ivre mit Louis Godart und Romain Ballarini. Zudem arbeitete er mit Régis Huby, Urs Leimgruber, Jacques Di Donato, Beñat Achiary und Sarah Murcia.
Anfang 2021 legte er das mit seinem Trio mit Frédéric Gastard am Basssaxophon und Bruno Chevillon am Kontrabass eingespielte Album Là (Ayler/Orkhêstra) vor, das Boirons Eigenkompositionen enthält, die er 2020 im Centre d’Art Contemporain in der Domaine de Kerguéhennec in der Bretagne komponiert hatte. Seine Musik zeichne sich durch „erzählerische Qualitäten und Emotionen durch wunderschöne Instrumental- und Kompositionstechniken“ aus, schrieb France Musique.